# مينا (ممثلة)
مينا هي ممثلة هندية، ولدت في 16 سبتمبر 1975 بتشيناي في الهند. من الجوائز التي نالتها جائزة فيلم فير جنوب وجوائز ناندي ‏.

## جوائز
- جائزة فيلم فير جنوب
- جوائز ناندي [الإنجليزية]‏

## وصلات خارجية
- مينا على موقع IMDb (الإنجليزية)
- مينا على موقع ميوزك برينز (الإنجليزية)
- مينا على موقع قاعدة بيانات الفيلم (الإنجليزية)
- مينا على موقع كينوبويسك (الروسية)